# Ghiacciaio Assender
Il ghiacciaio Assender è un ghiacciaio situato sulla costa occidentale della Terra di Enderby (un territorio costiero ancora privo di un toponimo preciso), in Antartide. Il ghiacciaio si trova in particolare sul lato meridionale del promontorio Tange, dove fluisce in direzione ovest fino ad entrare nella baia di Spooner, perpendicolarmente al ghiacciaio Hays, tra il colle Zametnye, a sud, e capo Fluted, a nord.

## Storia
Il ghiacciaio Assender è stato delineato grazie a fotografie aeree scattate durante una delle spedizioni di ricerca antartica australiane (ANARE) svoltasi nel 1956 ed è stato così battezzato dal Comitato australiano per i toponimi e le medaglie antartici in onore di Ken J. Assender, ufficiale della Royal Australian Air Force, che operava come pilota alla Stazione Mawson nel 1959.